# ريتشارد هنري نورتن
ريتشارد هنري نورتن (بالإنجليزية: Richard Henry Norton)‏ هو محامي وسياسي أمريكي، ولد في 6 نوفمبر 1849 في الولايات المتحدة، وتوفي في 15 مارس 1918 بسانت لويس في الولايات المتحدة. حزبياً، نشط في الحزب الديمقراطي. انتخب عضو مجلس النواب الأمريكي.